# Tatiana Gonobóbleva
Tatiana Gonobóbleva   (Sant Petersburg, 19 de novembre de 1948 - Sant Petersburg, 28 de maig de 2007) fou una jugadora de voleibol russa que va competir per la Unió Soviètica durant la dècada de 1970.
El 1972 va prendre part en els Jocs Olímpics de Múnic, on va guanyar la medalla d'or en la competició de voleibol.
En el seu palmarès també destaca la medalla de plata al Campionat del Món de voleibol de 1974 i la medalla d'or a la Copa del Món de voleibol de 1973 i al Campionat d'Europa de voleibol de 1971. A nivell de clubs jugà amb l'Spartak de Leningrad (1965-1968) i el Petrel de Leningrad (1969-1979) guanyà tres lligues i una copa soviètica.